# Henryk Duda
Henryk Duda (ur. 21 listopada 1925 w Górnikach, zm. 11 czerwca 2007 w Krakowie) – tancerz, pedagog tańca, choreograf, reżyser i mim.

## Życiorys
Tańczyć w zespole zaczął w Opolu. Od 1949 roku tańczył w zespołach w Krakowie. W 1949 roku jako tancerz uczestniczył w Festiwalu Młodzieży w Budapeszcie. Studiował towaroznawstwo na Akademii Handlowej (obecnie Uniwersytet Ekonomiczny) i równocześnie tańce narodowe oraz taniec klasyczny pod kierunkiem Kazimiery Kłossówny-Świechłowej w Studium Tańca Ludowego i Artystycznego w Krakowie. Po ukończeniu Studium zdał egzaminy w Państwowej Szkole Baletowej w Warszawie w uzyskując dyplomy tancerza i pedagoga baletu. Przez 20 lat był tancerzem i kierownikiem baletu w Teatrze Muzycznym w Krakowie.
Jeszcze podczas studiów założył i prowadził Zespół Pieśni i Tańca Wyższej Szkoły Ekonomicznej w Krakowie. Pracę z zespołem kontynuował po ukończeniu studiów. W 1955 roku był choreografem w Zespołu Pieśni i Tańca „Krakowiacy”. Dla zespołu wspólnie z Mieczysławem Kotlarczykiem opracował widowisko oparte na częściach wesela krakowskiego Krakowskie Wyrwasy.
W latach 1956–1976 pełnił funkcję kierownika Zespołu Pieśni i Tańca „Nowa Huta”. Równocześnie pełnił funkcję choreografa działającego od 1953 w Zakładowym Domu Kultury Huty im. Lenina Zespołu Tańca Estradowego, którego kierownikiem był Marian Korzonek.
W latach 1962–1978 i 1994–1993 współpracował z Państwową Wyższą Szkołą Teatralną w Krakowie wykładając taniec w przekroju historycznym, a w latach 70. XX wieku pantomimę po rocznej praktyce w Teatrze Pantomimy we Wrocławiu.
W 1967 roku wygrał konkurs zorganizowany przez Ministerstwo Kultury i Sztuki. Wyjechał do Japonii i tam przez 6 tygodni uczył studentów polskich tańców narodowych i regionalnych.
W 1971 roku założył Teatr Ruchu w Zakładowym Domu Kultury Huty im. Lenina w Krakowie, który pokazał na deskach Teatru Ludowego spektakl pantomimiczny „Miniatury + -”. W 1975 roku wyjechał na rok do USA. Po powrocie z powodów zdrowotnych wycofał się z prowadzenia Teatru.
W latach 1971–1973 w ramach realizacji przez TVP Kraków cyklu programów „Dźwięk i linia” z udziałem profesora Wiktora Zina opracowywał choreografię dla zespołu baletowego. W programie o stylach architektonicznych brali udział tacy artyści jak: Halina Czerny-Stefańska, Jadwiga Romańska czy Janina Baster. Zespół baletowy prezentował tańce z omawianego okresu. W maju 1973 roku TV pokazała program Wrażenia baletowe z udziałem grupy prowadzonej przez H. Dudę Baletu Nowoczesnego złożonego z tancerzy Teatru Muzycznego i tancerzy ze Studia baletowego działającego przy tym teatrze
W 1985 roku z Janem Koczwarą i Stanisławem Kotem założył Zespół Pieśni i Tańca „Ziemia Myślenicka”.

## Realizacje telewizyjne
choreografia
- 1979: Pastorałka. reż. Stefan Szlachtycz[11]
- 1975: Komedia Antyczna, reż. Jerzy Goliński[12]
- 1975: Młyn. reż. Halina Gryglaszewska[13]
- 1973: Gilgamesz. reż. Danuta Michałowska[14]
- 1970: Pastorałki Polskie. Pantomima w wykonaniu studentów PWST w Krakowie. reż. Irena Wollen[5]
- 1969: Noworoczne przygody na ten Nowy Rok. Widowisko lalkowo-maskowe. reż. Zbigniew Poprawski[15]

reżyseria
- 1977: Kram Karoliny. Przedstawienie przeniesione z Teatru im. Ludwika Solskiego w Tarnowie[16].